# Arthur Hinsley
Arthur Hinsley (Carlton (South Yorkshire), 25 augustus 1865 – Buntingford, 17 maart 1943) was een Brits geestelijke en kardinaal van de Rooms-Katholieke Kerk.

## Jeugd en opleiding
Hinsley werd geboren als tweede van vier kinderen van de timmerman Thomas Hinsley en de Ierse Bridget Ryan. Hij studeerde aan het Ushaw College in Durham en vervolgde zijn studies in Rome aan de Pauselijke Gregoriaanse Universiteit en de Pauselijke Academie van Sint Thomas van Aquino. Hij werd op 23 december 1893 priester gewijd te Rome.

## Werkzaamheden
Van 1893 tot 1897 doceerde Hinsley aan het Urshaw College. Hij was vervolgens werkzaam als hoofd van een lagere school en in de zielzorg in het aartsbisdom Westminster. Van 1917 tot 1930 was hij rector van het Venerable English College in Rome.

## Bisschop
In 1926 benoemde paus Pius XI hem tot titulair bisschop van Sebastopol. Hij ontving zijn bisschopswijding uit handen van kardinaal Rafael Merry del Val, op dat moment secretaris van het Heilig Officie. In 1927 werd hij verheven tot titulair aartsbisschop van Sardes en tot apostolisch delegaat voor de Britse missie in Afrika. Hij keetrde in 1934 terug naar Rome, waar hij werd benoemd tot kanunnik van de Sint-Pietersbasiliek.

## Kardinaal
Op 1 april 1935 benoemde Pius XI Hinseley tot aartsbisschop van Westminster. Tijdens het consistorie van 13 december 1937 creëerde dezelfde paus hem kardinaal. De Santa Susanna werd zijn titelkerk. Kardinaal Hinseley nam deel aan het conclaaf van 1939 dat leidde tot de verkiezing van paus Pius XII.

## Overlijden
Hij overleed, inmiddels al bijna blind en bijna doof, in 1943 aan de gevolgen van een hartaanval. Zijn lichaam werd bijgezet aan de aan Sint-Jozef gewijde kapel in de Kathedraal van Westminster.
- Bibliothèque nationale de France: cb11996085c (data)
- Gemeinsame Normdatei: 124375529
- International Standard Name Identifier: 0000 0001 2117 8770
- Library of Congress Control Number: n85279502
- Nationale Bibliotheek van Israël: 987007585063305171
- Nederlandse Thesaurus van Auteursnamen: 069526540
- Istituto Centrale per il Catalogo Unico: UBOV947897
- SNAC: w6zd1whh
- Système universitaire de documentation: 147468248
- Trove: 1496213
- Virtual International Authority File: 2479742
- WorldCat: E39PBJccgFVmVJfRMVDqfWBtrq